# Alban Lendorf
Alban Lendorf (Copenaghen, 7 settembre 1989) è un ballerino e attore danese.

## Biografia
Nato e cresciuto nelle capitale danese, Alban Lendorf ha studiato danza alla Scuola del Balletto Reale Danese seguendo il Metodo Bournonville.
Nel 2006 è stato scritturato dal Balletto Reale Danese, di cui ha scalato rapidamente le file: nel 2010 è stato promosso al rango di solista e nel 2011 è stato proclamato primo ballerino della compagnia. Nei suoi anni al Teatro reale danese ha danzato molti dei grandi ruoli maschili del repertorio, tra cui James ne La Sylphide di August Bournonville, Desiré ne La bella addormentata di Christopher Wheeldon, Siegfriend ne Il lago dei cigni di Nikolaj Hübbe, Gennaro nel Napoli di Bournonville e l'eponimo protagonista nell'Apollo di George Balanchine. Nel 2011 ha vinto il Premio Positano al miglior ballerino internazionale, mentre nel 2013 ha  vinto il Prix Benois de la Danse per la sua performance ne La signora delle camelie di John Neumeier.
Nel 2013 ha fatto il suo esordio con l'American Ballet Theatre di New York in veste di étoile ospite e nel 2015 si è unito ufficialmente alla compagnia in veste di primo ballerino. Oltre ai ruoli già interpretati in Danimarca, a New York Lendorf ha ampliato il proprio repertorio con altri grandi ruoli del repertorio maschile, tra cui Albrecht in Giselle e Conrad ne Le Corsaire. Nel 2018 si è ritirato dal Balletto Reale Danese e nel 2019, all'età di 29 anni, ha annunciato l'addio alle scene con l'American Ballet Theatre in seguito a un infortunio al ginocchio. Ha continuato a collaborare con il Balletto Reale Danese in veste di coreografo e maestro di balletto.
Parallelamente all'attività di danzatore, Lendorf ha cominciato a recitare nei primi anni 2010, apparendo in alcuni film e serie televisivi. Nel 2023 ha interpretato Jean ne La signorina Julie di August Strindberg e Johnny Castle nella riduzione teatrale di Dirty Dancing - Balli proibiti. Dopo alcuni anni dall'addio alle scene, è tornato a dedicarsi alla danza classica: nel 2023 ha danzato come protagonista de Le jeune homme et la mort di Roland Petit e nel ruolo di Virgilio in occasione della prima nazionale di The Dante Project di Wayne McGregor con il Balletto Reale Danese. Nel 2024 ha interpretato Billy Elliot da adulto nel musical Billy Elliot in scena al Teatro reale danese, mentre nel 2025 è tornato a danzare con il Balletto Reale Danese in ruoli da primo ballerino quali il principe Desiré ne La bella addormentata e Basilio in Don Chisciotte (Hübbe) e ha interpretato Des Grieux in Manon come étoile ospite del San Francisco Ballet.

## Filmografia parziale
- De standhaftige, regia di Lisa Ohlin (2016)
- Un'ombra negli occhi (Skyggen i mit øje), regia di Ole Bornedal (2021)
- Ehrengard - L'arte della seduzione (Ehrengard: The Art of Seduction), regia di Karen Blixen (2023)